# Xian autonome hani et yi de Jiangcheng
Pour les articles homonymes, voir Jiangcheng.
Le xian autonome hani et yi de Jiangcheng (江城哈尼族彝族自治县 ; pinyin : Jiāngchéng hānízú yízú Zìzhìxiàn) est un district administratif de la province du Yunnan en Chine. Il est placé sous la juridiction de la ville-préfecture de Pu'er.

## Démographie
La population du district était de 89 686 habitants en 1999.